# Aquina Pohlkötter
Aquina Pohlkötter SSpS (* 20. November 1885 in Telgte; † 18. März 1943 in der Bismarcksee) war eine deutsche römisch-katholische Ordensfrau, Missionarin und Märtyrin.

## Leben
Anna Pohlkötter wurde als jüngstes von 6 Kindern eines Webers geboren. Nach der Schulzeit arbeitete sie in Haushalten in Telgte und Münster sowie ab 1905 in Barmen in einer Bäckerei, deren Elberfelder Filiale sie ab 1908 leitete. 1910 trat sie in Steyl in das Missionshaus St. Michael der Steyler Missionare und der Steyler Missionsschwestern ein und wurde am 8. Dezember unter dem Ordensnamen Aquina Novizin. Am 2. Juni 1912 legte sie die Ersten Gelübde ab. Sie ging in das Provinzhaus St. Koloman in Stockerau (Österreich), studierte in Wien, erwarb das Lehrerinnenexamen und legte am 15. August 1918 die Ewigen Gelübde ab. In Wien wirkte sie zuerst in der Philomenaschule als Lehrerin und Hausoberin, dann im Orthopädischen Spital als Assistentin, ferner in der Krankenpflege und als Lehrerin in der Krankenpflegerschule.
Am 5. September 1931 ging sie zum Englischlernen nach Manila und von dort am 3. November 1932 in die Papua-Neuguinea-Mission, wo sie in der Station Boikin (East Sepik Province) die Katechistenschule leitete, die später nach Kairiru verlegt wurde. Nach der Besetzung von Papua-Neuguinea durch japanische Invasionstruppen 1942 wurde sie am 18. März 1943 zusammen mit Bischof Josef Lörks und zahlreichen weiteren Missionaren und Ordensschwestern auf dem Zerstörer Akikaze hingerichtet und ins Meer geworfen.

## Gedenken
Die Römisch-katholische Kirche in Deutschland hat Schwester Aquina Pohlkötter als Märtyrin in das deutsche Martyrologium des 20. Jahrhunderts aufgenommen.